# Web-Desktop
Ein Web-Desktop (oder Online Desktop) ist eine Webanwendung, die einen virtuellen Desktop als Rich Internet Application über das Internet auf einem lokalen Webbrowser zur Verfügung stellt.

## Geschichte
Der erste webbasierte Desktop wurde 1993 von Andy Bovingdon und Ronald Record für SCO (Santa Cruz Operation) für Unix entwickelt. Es folgte der SUN ONE Webtop, der den StarOffice-Desktop mit seinem integrierten Browser zur Verfügung stellte. Dies ging bereits über den Online-Editor hinaus. Derzeit werden vornehmlich Java- oder auch JavaScript/Ajax-Anwendungen entwickelt. Nivio hat zuletzt das webbasierte Server-Konzept des Thin Client für das Windows-Betriebssystem weiterentwickelt.

## Vergleich Web-Desktop vs. lokaler Desktop

### Vorteile
Bequemlichkeit: Ein persönlich eingerichteter Desktop auf jedem unterstützten Gerät.
Mobilität: Zugriff auf den Desktop überall von jedem unterstützten Gerät.
Sitzungensverwaltung: Durch die Sitzungsverwaltung auf Serverseite kann der Benutzer seine Sitzung speichern und sie auf einem anderen Gerät wiederherstellen.
Software-Verwaltung: Die Bereitstellung von Anwendungen geschieht zentral, alle Clienten benutzen die gleichen Versionen und Programme und Updates müssen nicht über das Netzwerk verteilt werden.
Sicherheit:
- Weniger anfällig für typische Angriffe, wie z. B. Viren und Würmer
- Wichtige Daten sind auf einem sicheren Server gespeichert und nicht auf vielen, möglicherweise unsicheren und verwundbaren Clients (z. B. Smartphones und Laptops)
- Verschlüsselter Datenaustausch zwischen Server und Clients (z. B. https)
- Die Software-Verwaltung (oben) ermöglicht eine schnelle und einfache Sicherheitsverwaltung des Servers

Verfügbarkeit:
- Minimale Hardware-Voraussetzungen für die Clients (außer für Rendering-Technologien wie Flash/Flex/Silverlight)
- Geringere Ausfallzeiten – Server können einfacher geschützt werden und die Wahrscheinlichkeit des Versagens des Servers ist geringer, als die mehrerer Client-Desktops
- Fehler-Toleranz – falls ein Client ausfällt, kann er durch einen weiteren unterstützten Client ausgetauscht werden, ohne Daten, Konfigurationen oder den Programm-Zugang zu verlieren.

### Nachteile
Sicherheit: Da die gesamten Daten über das Internet gesendet werden, ist es für einen Angreifer möglich, die Daten abzufangen und möglicherweise auch zu lesen. Durch https-256-bit-Verschlüsselung und eine Zugangs-Kontroll-Liste sollte dies vermieden werden können.
Geschwindigkeit: Bei der Benutzung eines Web-Desktops muss der gesamte Code für die Visualisierung (JavaScript-Dateien, Stylesheets, Flash Animationen usw. usw.) auf den lokalen Computer übertragen werden, um dargestellt zu werden. Des Weiteren können Latenzzeiten oder Überlastungen die Web-Desktop-Aktivitäten verlangsamen.
Programm-Funktionen: Einige Web-Desktop-Anwendungen haben u. U. einen geringeren Funktionsumfang als ihre Desktop-Gegenstücke.
Netz-Zugang: Web-Desktops benötigen einen Internet-Zugang. Sollte der Client falsch konfiguriert oder das Netz nicht erreichbar sein, ist auch der Web-Desktop nicht verfügbar.
Kontrollierter Zugang: Bei einigen Web-Desktops kann der Zugang bestimmter Nutzer zu Programmen und bestimmten Daten beschränkt werden. Dies kann sowohl als Vorteil aus Sicht des Administrators, aber auch aus Sicht des Nutzers als Nachteil empfunden werden.
Zentrale Kontrolle: Der normale Web-Desktop-Nutzer ist nicht in der Lage, zusätzliche Programme zu installieren oder vorhandene Programme zu aktualisieren. Aktualisierungen müssen normalerweise von einem Administrator durchgeführt werden. So sind die Nutzer nicht in der Lage, selbst Hand an das System zu legen, sondern sind von den Administratoren abhängig. Dies kann auch als Vorteil gesehen werden.

## Vergleich von Web-Desktops
Die folgende Auflistung gibt einen groben Überblick über vorhandene Web-Desktops. Die jeweiligen Artikel zu den Produkten liefern detailliertere Informationen. Diese Liste ist wahrscheinlich weder vollständig noch auf dem neuesten Stand. Wer einen eigenen Desktop-Computer im Browser erwartet, der dürfte enttäuscht werden. So wird beispielsweise der Browser vom Wirts-PC für Popup-Fenster mitgenutzt. Diese Art von Systemen ist nicht mit einer Sandbox vergleichbar.
| Name                       | Entwickler                            | Engine                                       | Lizenz                                     | Kostenlos        | Unterstützung externer Anwendungen | Grundlage                      | Nutzbar als Web-server |  |
| -------------------------- | ------------------------------------- | -------------------------------------------- | ------------------------------------------ | ---------------- | ---------------------------------- | ------------------------------ | ---------------------- |  |
| 1&1 WebDesk                | 1&1 Internet AG                       | Qooxdoo                                      | –                                          | nein             | ja                                 | eigen                          | nein                   |  |
| AaronOS                    | Aaron Adams                           | HTML5, CSS3, JavaScript, PHP                 | Open Source                                | Ja               |                                    | eigen                          | Nein                   |  |
| AstraNos                   | AstraNos                              | JavaScript / PHP / WebSocket / WebRTC / AJAX | Proprietär                                 | Ja               |                                    |                                | Nein                   |  |
| ByteOS                     | Byte Connect GmbH                     | Dojo Toolkit / OSGi / Spring-DM              | –                                          | nein             | ja                                 | Windows+Mac+Linux-artig        | ja                     |  |
| centralOffice              | Waldmann, Hareter                     | PHP / Flash                                  | –                                          | ja (Beta)        | ja                                 | Windows+Mac-artig              |                        |  |
| Ancyradesktop              | Bayersoft, Inc                        | C / AJAX                                     | –                                          | ja               | ja                                 | Windows-artig                  |                        |  |
| CorneliOS                  | The CorneliOS Project                 | Perl / Ajax                                  | GPL                                        | ja               | ja                                 | Windows+Mac-artig              |                        |  |
| Desktop On Demand          | Desktop On Demand                     | Java / NX                                    | –                                          | ja (Beta)        | ja                                 | Linux+Windows-artig            |                        |  |
| DesktopTwo                 | Sapotek                               | Flash                                        | AGPL                                       | ja (beta)        | nein                               | Windows+Mac-artig              | nein                   |  |
| i2cube ASP.net Web Desktop | i2cube Ltd & Co Kg                    | Ajax / .Net-Framework                        | –                                          | nein             | ja                                 | Windows-artig                  | –                      |  |
| ESuite                     | Imagine                               | Ajax / .Net-Framework                        | –                                          | nein             | ja                                 | Windows-artig                  | –                      |  |
| eyeos                      | eyeos Team                            | Ajax, PHP und Python                         | Proprietär                                 | nein             | ja                                 | Linux-, Mac- und Windows-artig | ja                     |  |
| Fenestela                  | Websilog SARL                         | Ajax                                         | –                                          | nein             | ja                                 | Windows-artig                  |                        |  |
| greatOS                    | greatOS Team                          | PHP, MySql                                   | –                                          | ja               | nein                               | Windows, Linux, Mac-artig      |                        |  |
| G.ho.st                    | Ghost Inc                             | Flash                                        | Proprietär                                 | ja (Alpha)       | ja                                 | Windows-artig                  | ja                     |  |
| Goowy                      | Goowy Media, Inc.                     | Flash                                        |                                            | nein             | ja                                 | Windows+Mac-artig              |                        |  |
| I-App                      | Gesellschaft für deep support economy | Windows                                      | –                                          | nein             | ja                                 | Windows-artig                  |                        |  |
| Lucid Desktop              | Dojo Foundation                       | PHP / MySQL / Ajax                           | (Academic Free Licence)                    | ja               | ja                                 | Eigene                         |                        |  |
| masteroffice               | master-p-formance                     | PHP / Ajax                                   | –                                          | nein             | ja                                 | Windows- / Outlook-artig       |                        |  |
| MyRSS.de                   | MyRSS Team                            | Ajax                                         | –                                          | ja               | ja                                 | Tab-basiert                    |                        |  |
| Netvibes                   | Netvibes Team                         | Ajax                                         | Proprietär                                 | ja               | ja                                 | Tab-basiert                    | nein                   |  |
| Nivio                      | Nivio Team                            | Windows                                      | Proprietär                                 | nein (5 $/Monat) | ja                                 | Windows                        |                        |  |
| Online Operating System    | iCUBE Network Solutions               | JavaScript / Ajax                            | Open Source (proprietäre API: reBOX)       | Ja reBox: Nein   | ja                                 | Windows 2000-artig             | nein                   |  |
| Open Virtual Desktop       | Ulteo                                 | Java                                         | Open Source                                | ja               | ja                                 | Linux-artig                    | ja                     |  |
| Orbios                     | Orbios Ltd.                           | JavaScript / PHP                             |                                            | 20 GB            |                                    |                                | Nein                   |  |
| Orca Desktop               | Team Orca/Fenestela                   | Ajax                                         | –                                          | nein             | ja                                 | Windows-artig                  |                        |  |
| Os.js                      | Os.js                                 | JavaScript / Node.js / PHP                   | Open Source: Simplified BSD License        | Ja               |                                    | eigen                          | Ja                     |  |
| OX App Suite               | Open-Xchange                          | JavaScript, HTML5                            | Backend: GPLv2, Frontend: Creative Commons | ja               | ja                                 | Linux-basiert                  | nein                   |  |
| Pageflakes                 | Pageflakes                            | Ajax                                         | Proprietär                                 | ja               | nein                               | Tab-basiert                    | nein                   |  |
| PHP Explorer               | darographix                           | PHP / Ajax                                   | –                                          | ja               | nein                               | Mac-Klon                       |                        |  |
| Peepel                     | Peepel Technology                     | PHP / Ajax                                   | –                                          | ja               | nein                               | Windows+Mac-artig              |                        |  |
| Protopage                  | Protopage                             | Ajax                                         | Proprietär                                 | ja               | ja                                 | Tab-basiert                    |                        |  |
| Purefect                   | Klorofil Project/Saltanera            | PHP / Ajax                                   | CPL                                        | —                | ja                                 | Windows+Mac-artig              |                        |  |
| SilveOS                    | SilveOS                               | HTML5, JavaScript, Vue.js, Vuetify           | Proprietär                                 | ja               | ja                                 | Windows-artig                  | ja                     |  |
| StartForce                 | Fusion Network Services Corp.         | –                                            | –                                          | ja               | ?                                  | Windows-artig                  |                        |  |
| theWebtop                  | Atlantis Computing                    | Ajax                                         |                                            | ja               | ja                                 | Tab-basiert                    |                        |  |
| Ulteo                      | Ulteo                                 | Sun-Java                                     | Proprietär                                 | ja               | nein                               | Kubuntu-Linux                  |                        |  |
| universeOS                 | Transparency Everywhere               | PHP / Ajax / JavaScript / MySQL              | Proprietär(Beta)                           | ja               | ja                                 | eigen                          | ja                     |  |
| Webdesk                    | iData GmbH                            | PHP / Ajax / JavaScript / MySQL              | Proprietär                                 | ja               | ja                                 | Windows-artig                  |                        |  |
| Webdesktop.biz             | Lloyd Hardy Enterprises               | HTML5 / JavaScript / PHP7 / CSS3 / XML       | AGPL                                       | Nein             |                                    |                                | Ja                     |  |
| WebDows                    | Codevendor                            | Ajax / JavaScript / ASP.NET                  | Proprietär                                 | ja               | ja                                 | Windows-artig                  |                        |  |
| WebTop                     | Inovamatic                            | JavaScript / PHP / WebSocket / AJAX          | Proprietär                                 | Nein             |                                    | eigen                          |                        |  |
| web-windows.de             | Variabilis                            | JavaScript / JSP / Ajax / PHP / Applet       | Proprietär                                 | ja               | ja                                 | Windows+Mac-artig              |                        |  |
| windows4all                | windows4all.com                       | Silverlight                                  | –                                          | ja (Alpha)       | ja                                 | Windows-artig                  |                        |  |
| woos                       | woos Team                             | Ajax und PHP                                 | Proprietär                                 | ja               | ja                                 | Linux-, Mac- und Windows-artig | ja                     |  |
| cloudo (xindesk)           | XIN                                   | Ajax                                         | Proprietär                                 | —                | ja                                 | Windows-artig                  |                        |  |
| XwebOffice                 | XwebOffice                            | JavaScript / PHP                             | Proprietär                                 | ja               | nein                               | Windows+Mac-artig              |                        |  |
| yourMinis                  | Goowy Media, Inc.                     | Flash                                        | Proprietär                                 | ja               | nein                               | Tab-basiert                    | nein                   |  |